# Na Mokřinách
Na Mokřinách je přírodní rezervace poblíž obce Hořice na Šumavě v okrese Český Krumlov. Předmětem ochrany je zachování ekosystémů mokrých, přirozeně se vyvíjejících sukcesních ploch, živočichů a rostlin.